# Juilliard School
Julliard School je privatni glasbeni konservatorij, ki se nahaja v New Yorku. Odprli so ga že v začetku 20. stoletja oz. bolj natančno - 1905. Na konservatoriju so številni oddelki, med glavne pa prištevamo glasbeni oddelek, plesni oddelek ter dramski oddelek. Po strokovnih mnenjih ima Juilliard enega izmed najbolj prestižnih programov za glasbene konservatorije na svetu.